# Lomba
Lomba – parafia (freguesia) gminy Lajes das Flores. W 2011 miejscowość była zamieszkiwana przez 206 mieszkańców.